# E-learning
O e-learning (do inglês electronic learning, "aprendizagem eletrônica") ou ensino eletrónico (português europeu) ou eletrônico (português brasileiro) corresponde a um modelo de ensino não presencial apoiado em Tecnologia de Informação e Comunicação (TIC). Atualmente, o modelo de ensino/aprendizagem eletrônico assenta no ambiente online, aproveitando as capacidades da Internet para comunicação e distribuição de conteúdos. Outra definição simples para e-learning será "o processo pelo qual o aluno aprende através de conteúdos colocados no computador e/ou Internet e em que o professor, se existir, está à distância, utilizando a Internet como meio de comunicação (síncrono ou assíncrono), podendo existir sessões presenciais intermédias".
O sistema que inclui aulas presenciais no sistema de e-learning recebe o nome de blended learning ou b-learning.

## Como funciona
A fim de apoiar o processo, foram desenvolvidos sistemas de gestão da aprendizagem (Learning Management System ou LMS, no original). São aplicações projetadas para funcionar como salas de aula virtuais ou ambiente virtual de aprendizagem (AVA), gerando várias possibilidades de interação entre os seus participantes. Em particular, os processos de interação em tempo real são facilitados, permitindo que o aluno tenha contato imediato com o professor e com outros alunos.
Segundo o sociointeracionismo, a interatividade disponibilizada pelas tecnologias da Internet e intranet pode ser encarada como um meio de comunicação entre alunos, tutores e o meio. Partindo dessa premissa, pode proporcionar interação nos seguintes níveis:
- Aluno/Tutor.
- Aluno/Conteúdo.
- Aluno/Aluno.
- Aluno/Ambiente.
- Aluno/Serviço.
- Aluno/Conhecimento.

O blended learning é um derivado do e-learning, e refere-se a um sistema de formação onde parte dos conteúdos é transmitido em curso à distância, normalmente pela Internet, mas inclui sessões presenciais, daí a origem da designação blended que significa misto, combinado.
O e-learning tem aproximadamente até 30% de presencialidade, enquanto que o ensino presencial tem aproximadamente até 30% de virtualidade e o blended-learning aproximadamente entre 30 e 70% de virtualidade. Durante a ação formativa, professores e alunos coincidem em espaço e tempo e algumas atividades se realizam sincronicamente. Por exemplo: laboratório em uma aula tradicional ou on line, estudos de casos com simulações livres de risco com um facilitador, retroalimentação a distância por informe, telefone, grupos de estudo, oficina, fóruns de discussão, por correio eletrônico, prova web ou presencial etc.
As plataformas LMS (Learning Manager Sistem) podem ser utilizadas no ensino presencial, semipresencial ou a distância, mas, para realizá-las, deve-se ter um equipamento multidisciplinar com, por exemplo, técnico informático, desenhista gráfico, desenhista web, professor especialista, desenhista instrucional e e-tutor de estudantes, no mínimo.
A educação semipresencial é um caminho natural do próprio desenvolvimento na web 2.0, porque faz uma transição onde se mantêm as classes presenciais e se as mistura com novas formas de compartir o conhecimento, propiciando um entorno misto, que pode, graças aos recursos da rede, facilitar a participação de tutores e alunos.
Pode ser estruturado com atividades síncronas ou assíncronas, da mesma forma que o e-learning. Ou seja: em situações onde professor e alunos trabalham juntos num horário pré-definido ou não, com cada um a cumprir suas tarefas em horários flexíveis. O b-learning, em geral, não é totalmente assíncrono, porque exige uma disponibilidade individualizada para os encontros presenciais.

## E-Learningsíncrono e assíncrono
O ensino através do e-learning pode ser síncrono ou assíncrono.
O ensino é síncrono é quando professor e aluno estão em aula ao mesmo tempo. Exemplos de recursos síncronos são o telefone, chat, videoconferência e webconferência. Através da webconferência, o professor ministrará a aula e os alunos, via Web, irão ouvir sua palestra e ver suas transparências. Permitindo perguntas e discussões, este modelo é o que mais se assemelha ao ensino presencial. Com a maior facilidade em usar meios de comunicação por voz na web, o ensino síncrono tem ganho importância.[carece de fontes?]
No ensino assíncrono, o professor e os alunos não estão em aula ao mesmo tempo. Exemplos de recursos assíncronos são o e-mail e os fóruns. No e-learning corporativo, muitos projetos não têm professor: são o autotreinamento na sua essência. O aluno inscreve-se quando quiser, participa quando quiser e termina quando quiser. O custo individual é mais baixo quanto maior for o número de alunos.
No e-learning assíncrono com professor, este responde a dúvidas e participa nas discussões em momentos diferentes dos alunos. Por exemplo: um aluno publica uma pergunta às 9 horas e o professor pode responder às 17 horas. O ensino assíncrono distingue-se pela sua flexibilidade no uso do tempo, podendo cada aluno fazer o curso de acordo com o seu ritmo de aprendizagem e disponibilidade horária.
Antes do advento da informática, o ensino a distância era possível apenas de duas formas: "um para muitos" (tevê, rádio) e "um para um" (ensino por correspondência). Com a Internet, mais uma possibilidade foi acrescentada: "muitos para um". Por esse motivo, o ensino a distância tornou-se indissociável da Internet.[carece de fontes?]

## Benefícios doe-Learning
O e-learning aumenta as possibilidades de difusão do conhecimento e da informação para os alunos e tornou-se uma forma de democratizar o saber para as camadas da população com acesso às novas tecnologias, permitindo que o conhecimento esteja disponível a qualquer hora e em qualquer lugar.[carece de fontes?]
São apontadas várias vantagens ao e-learning:[carece de fontes?]
- Centralidade no aluno.
- Convergente com as necessidades dos alunos.
- Rápida atualização dos conteúdos.
- Personalização dos conteúdos transmitidos.
- Facilidade de acesso e flexibilidade de horários.
- O ritmo de aprendizagem pode ser definido pelo próprio utilizador/formando.
- Disponibilidade permanente dos conteúdos da formação.
- Custos menores quando comparados à formação convencional.
- Redução do tempo necessário para o formando.
- Possibilidade de formação de um grande número de pessoas ao mesmo tempo.
- Diversificação da oferta de cursos.
- Facilidade de cobertura de públicos geograficamente dispersos.
- Registro e possibilidade de acompanhamento detalhado da participação dos alunos.
- Redução de custos logísticos e administrativos (deslocamentos, alimentação...).
- Desenvolvimento de capacidades de autoestudo e autoaprendizagem.

## e-Learning no Brasil
De forma inovadora e pioneira, a MicroPower lançou o Congresso e-Learning Brasil, em 2001, objetivando antecipar tendências, e o Prêmio e-Learning Brasil, em 2002, para promover as melhores práticas na aplicação das tecnologias que suportam os ambientes de ensino e aprendizado. No mesmo período, lançou o MicroPower Performa, uma plataforma de gestão do Aprendizado (LMS) e Gestão de Performance.

## Críticas aoe-Learning
São feitas críticas ao e-learning devido à ausência do contato humano direto e às deficiências que isso pode gerar. Os defensores do e-learning argumentam que a aprendizagem baseada em tecnologia compensa a falta do contato humano direto com a criação de comunidades virtuais que interagem através de chats, fóruns, e-mails etc., enriquecendo o processo relacional de pessoas com o mesmo interesse, mas com diferentes visões e localizadas em distintas regiões ou países.[carece de fontes?]
São também apontadas várias desvantagens ao e-learning:[carece de fontes?]
- Problemas técnicos relativos à internet, o que impossibilita o acesso aos serviços.
- Dificuldades de adaptação à ferramenta e ao ambiente digital.
- A tecnofobia ainda está presente em significativa parcela da população.
- Necessidade de maior esforço para motivação dos alunos.
- Exigência de maior disciplina e auto-organização por parte do aluno.
- A criação e a preparação do curso on-line é, geralmente, mais demorada do que a da formação tradicional.
- Não gera a possibilidade da existência de cumplicidades e vínculos relacionais que somente o processo de interação presencial permite.
- O custo de implementação da estrutura para o desenvolvimento de um programa de e-learning é alto.[carece de fontes?]
- Dificuldades técnicas relativas à Internet e à velocidade de transmissão de imagens e vídeos.
- Limitações no desenvolvimento da socialização do aluno.
- Limitações em alcançar objetivos na área afetiva e de atitudes, pelo empobrecimento da troca direta de experiência entre professor e aluno.

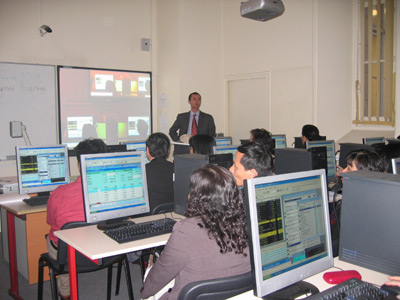
Exemplo de aula em que os alunos utilizam computadores